# Літтон (Айова)
Літтон (англ. Lytton) — місто (англ. city) в США, в округах Сак і Калгун штату Айова. Населення — 282 особи (2020).

## Географія
Літтон розташований за координатами 42°25′24″ пн. ш. 94°51′38″ зх. д. / 42.42333° пн. ш. 94.86056° зх. д. (42.423303, -94.860499).  За даними Бюро перепису населення США в 2010 році місто мало площу 0,51 км², уся площа — суходіл.

## Демографія
Згідно з переписом 2010 року, у місті мешкало 315 осіб у 135 домогосподарствах у складі 78 родин. Густота населення становила 613 особи/км².  Було 147 помешкань (286/км²).
Расовий склад населення:
| - 99,0 % — білих |

До двох чи більше рас належало 0,6 %. Частка іспаномовних становила 2,2 % від усіх жителів.
За віковим діапазоном населення розподілялося таким чином: 24,1 % — особи молодші 18 років, 60,3 % — особи у віці 18—64 років, 15,6 % — особи у віці 65 років та старші. Медіана віку мешканця становила 39,4 року. На 100 осіб жіночої статі у місті припадало 101,9 чоловіків;  на 100 жінок у віці від 18 років та старших — 102,5 чоловіків також старших 18 років.
Середній дохід на одне домашнє господарство  становив 58 721 долар США (медіана — 46 250), а середній дохід на одну сім'ю — 67 471 долар (медіана — 59 286). Медіана доходів становила 38 750 доларів для чоловіків та 28 750 доларів для жінок. За межею бідності перебувало 15,2 % осіб, у тому числі 36,8 % дітей у віці до 18 років та 1,9 % осіб у віці 65 років та старших.
Цивільне працевлаштоване населення становило 188 осіб. Основні галузі зайнятості: виробництво — 25,0 %, освіта, охорона здоров'я та соціальна допомога — 15,4 %, роздрібна торгівля — 12,8 %, сільське господарство, лісництво, риболовля — 12,2 %.